# Meisterdetektiv Kalle Blomquist
Meisterdetektiv Kalle Blomquist (Originaltitel: Mästerdetektiven Blomkvist) ist ein Kinderfilm von Rolf Husberg nach dem Roman Kalle Blomquist – Meisterdetektiv von Astrid Lindgren.

## Handlung
Kalle ist es langweilig. Er findet, dass in der Stadt, in der er lebt, zu wenig passiert. Gerne würde er gemeinsam mit seinen Freunden Anders und Eva-Lotta Verbrechen aufklären.
Eines Tages taucht ein, ihnen unbekannter, Mann auf. Er erklärt, dass er, Einar – ein Cousin von Eva-Lottas Mutter – ist.
Als Einar mit Kalle, Anders und Eva-Lotta zum alten Bergwerk gehen will und die Kinder niemandem etwas von dem Ausflug erzählen sollen, wird Kalle misstrauisch. Er glaubt, dass etwas an Einar verdächtig ist. Zudem besitzt Einar einen Dietrich und schleicht sich nachts heimlich aus dem Haus.
Kalle geht zum alten Bergwerk, um Nachforschungen anzustellen. Auf dem Boden findet Kalle etwas, das nach einem Diamanten aussieht. Er verlässt das Bergwerk und macht sich auf den Weg nach Hause.
Von einem Baum aus beobachtet Kalle später wie zwei Männer auf Einar zugehen. Die beiden bedrohen Einar mit einer Waffe und wollen ihn so dazu zwingen, mit ihnen mitzukommen. Sie erklären, dass nicht drei die ganze Arbeit machen und nur einer kassiert. Kalle ist sich sicher, dass es sich bei den Männern um Gangster handelt.
In einer Zeitung liest Kalle von einem Juwelendiebstahl im Wert von 35.000 Kronen und zeigt Anders und Eva-Lotta den Bericht. Wenig später schickt er heimlich entnommene Fingerabdrücke von Einar an die Polizei in Stockholm.
Dann geht Kalle mit Eva-Lotta und Anders in das Bergwerk, um die Juwelen sicherzustellen. Dort liegt Einar gefesselt auf dem Boden und wenig später kommen die anderen beiden Gangster hinzu. Als sie erfahren, dass Kalle, Eva-Lotta und Anders die Juwelen haben, befreien die Gangster Einar. Sie hatten gedacht, Einar hätte die Juwelen gehabt. Die drei Gangster machen sich auf den Weg, um die Juwelen zu finden und sperren Anders, Kalle und Eva-Lotta in dem Bergwerk ein. Derweil kommt die Staatspolizei ins Polizeirevier. Sie haben den Brief von Kalle erhalten und suchen nach ihm. Kalle, Anders und Eva-Lotta können sich aus dem Bergwerk befreien. Gemeinsam mit der Polizei verfolgen die Freunde das Verbrechertrio. Die Polizei schnappt die Diebe. Kalle bekommt eine Belohnung von 10.000 Kronen, die er mit Anders und Eva-Lotta teilt.

## Besetzung & Synchronisation
Der Film wurde erstmals 1957 synchronisiert. Jedoch ging die erste Synchronfassung verloren und gilt als verschollen. Daher wurde vom ZDF eine zweite Synchronfassung erstellt die erstmals 1979 ausgestrahlt wurde. Diese ist hier aufgeführt.
| Rolle              | Schauspieler       | Synchronsprecher  |
| ------------------ | ------------------ | ----------------- |
| Kalle Blomkvist    | Olle Johansson     | Jan Odle          |
| Anders Bengtsson   | Sven-Axel Carlsson | Gould Maynard     |
| Eva-Lotta Lisander | Ann-Marie Skoglund | Scarlet Cavadenti |
| Björk              | Sigge Fürst        | Niels Clausnitzer |
| Onkel Einar        | Henrik Schildt     | Klaus Kindler     |

## Hintergrund
Meisterdetektiv Kalle Blomquist ist sowohl die erste der zahlreichen Verfilmungen von Kalle Blomkvists Abenteuern, als auch die erste Verfilmung eines Werks von Astrid Lindgren. Olle Johansson bekam die Hauptrolle des Kalle Blomkvist, nachdem er erfolgreich an einem Wettbewerb einer Illustrierten teilgenommen hatte. Im Gegensatz zu den allermeisten anderen schwedischen Astrid-Lindgren-Filmen war Lindgren bei diesem Film nicht als Drehbuchschreiberin involviert.
Der Film wurde am 20. Dezember erstmals in Schweden im Kino gezeigt. Im März 1954 folgte die deutsche Fernsehausstrahlung.

## Rezeption
Meisterdetektiv Kalle Blomquist wurde von den Kritikern gelobt. Der Film wurde als unterhaltsam und spannend beschreiben und die Darsteller als ungekünstelt und frisch. Außerdem fanden Kritiker, dass sowohl Erwachsene als auch Kinder ihre Freude an dem Film haben können.